# Campus Rumpus!
Campus Rumpus! è un album di Ray Anthony, pubblicato dalla Capitol Records nel 1953.
Nel 1954 la Capitol Records (codice T 362) ripubblicò l'album con quattro brani aggiunti.

## Tracce
Lato A
1. The Continental (You Kiss While You're Dancing) – 3:14 (Con Conrad, Herb Magidson) – Registrato al Capitol Studios di Hollywood, California, 24 luglio 1952
2. Campus Rumpus – 2:40 (Ray Anthony, George Williams) – Registrato al Capitol Studios di Hollywood, California, 6 agosto 1952
3. They Didn't Believe Me – 3:19 (Jerome Kern, Herbert Reynolds) – Registrato al Capitol Studios di Hollywood, California, 24 luglio 1952
4. Walkin' My Baby Back Home – 2:48 (Roy Turk, Fred E. Ahlert) – Registrato al Capitol Studios di Hollywood, California, 6 agosto 1952

Durata totale: 12:01
Lato B
1. True Blue Lou – 3:00 (Sidney Robin, Sam Coslow, Richard A. Whiting) – Registrato al Capitol Studios di Hollywood, California, 24 luglio 1952
2. Dancing on the Ceiling – 2:53 (Richard Rodgers, Lorenz Hart) – Registrato al Capitol Studios di Hollywood, California, 24 luglio 1952
3. Smoke Rings – 2:47 (H. Eugene Gifford, Ned Washington) – Registrato al Capitol Studios di Hollywood, California, 7 settembre 1951
4. It's De-Lovely – 3:15 (Cole Porter) – Registrato al Capitol Studios di Hollywood, California, 6 agosto 1952

Durata totale: 11:55
LP pubblicato nel 1954 dalla Capitol Records (T 362)
Lato A
1. The Continental (You Kiss While You're Dancing) – 3:14 (Con Conrad, Herb Magidson) – Registrato al Capitol Studios di Hollywood, California, 24 luglio 1952
2. Campus Rumpus – 2:40 (Ray Anthony, George Williams) – Registrato al Capitol Studios di Hollywood, California, 6 agosto 1952
3. They Didn't Believe Me – 3:19 (Jerome Kern, Herbert Reynolds) – Registrato al Capitol Studios di Hollywood, California, 24 luglio 1952
4. Walkin' My Baby Back Home – 2:48 (Roy Turk, Fred E. Ahlert) – Registrato al Capitol Studios di Hollywood, California, 6 agosto 1952
5. Rollin' Home – 3:07 (Ray Anthony, George Williams) – Registrato a New York City, New York il 25 giugno 1951
6. Deep Night – 2:54 (Charles Henderson, Rudy Vallée) – Registrato al Capitol Studios di Hollywood, California, 7 settembre 1951

Durata totale: 18:02
Lato B
1. True Blue Lou – 3:00 (Sidney Robin, Sam Coslow, Richard A. Whiting) – Registrato al Capitol Studios di Hollywood, California, 24 luglio 1952
2. Dancing on the Ceiling – 2:53 (Richard Rodgers, Lorenz Hart) – Registrato al Capitol Studios di Hollywood, California, 24 luglio 1952
3. Smoke Rings – 2:47 (H. Eugene Gifford, Ned Washington) – Registrato al Capitol Studios di Hollywood, California, 7 settembre 1951
4. It's De-Lovely – 3:15 (Cole Porter) – Registrato al Capitol Studios di Hollywood, California, 6 agosto 1952
5. Trumpet Boogie – 2:16 (Ray Anthony, George Williams) – Registrato a New York City, New York il 25 giugno 1951
6. Dancing in the Dark – 2:41 (Arthur Schwartz, Howard Dietz) – Registrato a New York City, New York, 13 luglio 1953

Durata totale: 16:52

## Musicisti
The Continental (You Kiss While You're Dancing), They Didn't Believe Me, True Blue Lou e Dancing on the Ceiling
- Ray Anthony - tromba
- Bruce Bruckert - tromba
- Dean Hinkle - tromba
- Jack Laubach - tromba
- Knobby Liderbauch - tromba
- Keith Butterfield - trombone
- Dick Reynolds - trombone
- Walter Shields - trombone
- Ken Trimble - trombone
- Earl Bergman - sassofono alto, clarinetto
- Jim Schneider - sassofono alto, clarinetto
- Billy Usselton - sassofono tenore
- Buddy Wise - sassofono tenore
- Leo Anthony - sassofono baritono
- Fred Savarese - pianoforte
- Vince Terri - chitarra
- Billy Cronk - contrabbasso
- Archie Freeman - batteria
- George Williams - arrangiamenti

Campus Rumpus, Walkin' My Baby Back Home e It's De-Lovely
- Ray Anthony - tromba
- Bruce Bruckert - tromba
- Dean Hinkle - tromba
- Jack Laubach - tromba
- Knobby Liderbauch - tromba
- Keith Butterfield - trombone
- Dick Reynolds - trombone
- Walter Shields - trombone
- Ken Trimble - trombone
- Earl Bergman - sassofono alto, clarinetto
- Jim Schneider - sassofono alto, clarinetto
- Gene Leshener - sassofono tenore
- Buddy Wise - sassofono tenore
- Leo Anthony - sassofono baritono
- Fred Savarese - pianoforte
- Vince Terri - chitarra
- Billy Cronk - contrabbasso
- Archie Freeman - batteria
- George Williams - arrangiamenti

Smoke Rings e Deep Night
- Ray Anthony - tromba
- Woody Faulser - tromba
- Jack Laubach - tromba
- Tom Patton - tromba
- Marty White - tromba
- Keith Buttefield - trombone
- Tom Oblak - trombone
- Dick Reynolds - trombone
- Ken Trimble - trombone
- Earl Bergman - sassofono alto, clarinetto
- Jim Schneider - sassofono alto, clarinetto
- Bob Tricarico - sassofono tenore
- Buddy Wise - sassofono tenore
- Leo Anthony - sassofono baritono
- Fred Savarese - pianoforte
- Al Hendrickson - chitarra
- Billy Cronk - contrabbasso
- Archie Freeman - batteria
- Tommy Mercer - voce (brano: Deep Night)
- George Williams - arrangiamenti

Rollin' Home e Trumpet Boogie
- Ray Anthony - tromba
- Woody Faulser - tromba
- Jack Laubach - tromba
- Tom Patton - tromba
- Marty White - tromba
- Keith Butterfield - trombone
- Tom Oblak - trombone
- Dick Reynolds - trombone
- Ken Trimble - trombone
- Earl Bergman - sassofono alto, clarinetto
- Jim Schneider - sassofono alto, clarinetto
- Bob Tricarico - sassofono tenore
- Buddy Wise - sassofono tenore
- Leo Anthony - sassofono baritono
- Fred Savarese - pianoforte
- Danny Gregus - chitarra
- Frank Szosteck - contrabbasso
- Howie Mann - batteria
- George Williams - arrangiamenti

Dancing in the Dark
- Ray Anthony - tromba
- Jack Laubach - tromba
- Pat Roberts - tromba
- Ray Triscari - tromba
- Dale Turner - tromba
- Sy Berger - trombone
- Vince Forrest - trombone
- Dick Reynolds - trombone
- Ken Schrudder - trombone
- Earl Bergman - sassofono alto, clarinetto
- Jim Schneider - sassofono alto, clarinetto
- Bill Slapin - sassofono tenore
- Billy Usselton - sassofono tenore
- Leo Anthony - sassofono baritono
- Eddie Ryan - pianoforte
- Danny Perri - chitarra
- Don Simpson - contrabbasso
- Mel Lewis - batteria
- George Williams - arrangiamenti